# Северо-Фиджийская котловина
Се́веро-Фиджи́йская котлови́на или Се́веро-Фиджи́йское плато́ — тыловодужная (задуговая) котловина в юго-западной части Тихого океана.

## Название
Встречаются следующие названия: Северо-Фиджийская котловина, Северо-Фиджийское плато, Северо-Фиджийская впадина, плато Фиджи, Фиджийское плато, Северо-Фиджийский бассейн, Северо-Фиджийский задуговой бассейн.

## Описание
Расположена к северу от Южно-Фиджийской котловины, между архипелагами Новые Гебриды и Фиджи, от Меланезийской котловины на севере отделена жёлобом Витязя. На востоке, южнее Фиджи, Северо-Фиджийская котловина соединена с похожей по строению котловиной Лау, на северо-востоке постепенно переходит к Центрально-Тихоокеанской котловине в районе Западно-Тихоокеанской зоны перехода, где условной границей между ними являются отдельно стоящие горы, две из которых формируют острова Нуракита и Уоялис.
По форме Северо-Фиджийская котловина напоминает вытянутый в северо-восточном направлении овал, с размерами 2000 км на 3000 км.
Северо-Фиджийская котловина отличается интенсивным тепловым потоком со дна, который вызван малой мощностью земной коры в этом районе Тихого океана. Средняя глубина котловины находится в пределах от 2500 до 3500 м. Дну характерна очень сильная расчлененность, которая наиболее выражена в его восточной части. Рельеф сформирован системой из разнонаправленных непродолжительных хребтов и желобов с холмистыми и равнинными зонами. Осадочный чехол прерывист и маломощен, наибольшей толщины, вплоть до 500 м, он достигает лишь поблизости от Новых Гербид..
В плане тектонической природы Северо-Фиджийская котловина имеет много общего с Командорской котловиной.
Согласно данным сейсмических исследований, земная кора в области котловины сходна по строению с океанической. Выделяется как место активного формирования тыловодужной коры.